# Бьелер, Паула
Паула Бьелер (швед. Paula Bieler; род. 31 марта 1988 года,Вестерос) ― шведский политик, деятель партии «Шведские демократы». Депутат Риксдага в 2014―2020 годах. 

## Биография
Паула Бьелер родилась в Вестеросе (приход Лундбю, лен Вестманланд), но детство провела в Таби. Её родители родом из Польши. Бабушка Бьелер занимала важные посты в Польской объединённой рабочей партии, однако отец Бьелер был вынужден бежать в Швецию после того, как в 1968 году его мать обвинили в участии в «еврейско-сионистском заговоре» против лидера партии Владислава Гомулки.
Паула Бьелер училась в средней школе Виктора Ридберга в Дюрсхольме, которую окончила в 2006 году, получив максимально возможный результат на итоговой аттестации. После этого она поступила в Стокгольмский университет, где изучала лингвистику. Осенью 2007 года Бьелер сменила свой профиль на инженерное строительство в области биотехнологии, перейдя в Упсальский университет, но через пару семестров решила пройти обучение на учителя старших классов по математике. В конце концов она бросила учёбу в апреле 2011 года, когда ей предложили работать в качестве секретаря у Маттиаса Карлсона, депутата парламента от Шведских демократов.
Бьелер присоединилась к Шведским демократам осенью 2009 года. Она был членом Совета коммуны Упсала и ранее также занимала должности в муниципальном совете города. В апреле 2011 года Бьелер начала работать штатным политическим секретарём своего коллеги по партии Маттиаса Карлсона. Чуть более двух лет спустя, в июне 2013 года, она стала главным редактором партийной газеты SD-Kuriren, и эту должность она занимала до осени 2014 года, когда она стала членом парламента.
В 2012 году Бьелер боролась за пост председателя молодёжного крыла партии с Густавом Кассельстрандом, но проиграла ему, не набрав нужного количества голосов на ежегодном партийном собрании. Затем Бьелер несколько лет заседала в совете по делам женщин и несколько лет занимал должность секретаря совета. В ноябре 2013 года она была избрана депутатом Риксдага от партии Шведских демократов. Бьелер была ассоциированным членом совета директоров издательства Samtid и Framtid, которое издаёт социально-консервативный онлайн-журнал Samtiden.
На парламентских выборах 2014 года Бьелер была шестой в партийном списке и была избрана членом парламента. Она занималась такими вопросами, как гендерное равенство, политика интеграции и миграционная политика. С 2015 года заседала в исполнительном комитете партии.
11 февраля 2020 года Бьелер объявила, что покидает своё парламентское кресло и все свои партийные посты ввиду парламентского карантинного регламента.